# Isla Ripapa
La isla Ripapa (en inglés: Ripapa Island también conocida localmente como isla Ripa) se encuentra junto a la orilla de Lyttelton Harbour (Whakaraupo) y ha desempeñado muchos papeles en la historia de Nueva Zelanda. La isla inicialmente jugó un papel clave en una lucha interna de la tribu sureña de Ngai Tahu en el siglo XIX. En ese mismo siglo la isla fue utilizada como una estación de cuarentena por los buques que llegaban de Gran Bretaña, aunque también en 1880 se usó como una prisión.